# Maison d'Olivier de Serres
La maison d'Olivier de Serres est une maison située à Villeneuve-de-Berg, en France.

## Localisation
La maison est située sur la commune de Villeneuve-de-Berg, dans le département français de l'Ardèche.

## Historique
L'édifice est classé au titre des monuments historiques en 1927.